# La obsolescencia del hombre
La obsolescencia del hombre: Sobre el alma en la época de la segunda revolución industrial (en alemán: Die Antiquiertheit des Menschen) es una obra en dos tomos del filósofo y periodista Günther Anders. El primer tomo fue publicado por C.H. Beck en Múnich en 1956. Cuando se publicó el segundo tomo en 1980, Sobre la destrucción de la vida en la era de la Tercera Revolución Industrial (Über die Zerstörung des Lebens im Zeitalter der dritten industriellen Revolution) con ensayos recopilados entre los años 1957-1979, Anders excusó en el prólogo del mismo el retraso de casi 25 años con el hecho de que después de su estudio filosófico de la situación nuclear, se sintió obligado a “participar realmente en la lucha contra la amenaza [nuclear] liderada por miles [de personas]” y contra el genocidio en Vietnam.

## Marco histórico
Como señala Rüdiger Zill, el libro apareció en un momento en que la filosofía de la tecnología se estaba convirtiendo en un tema central en el diagnóstico del presente. En el mismo año se publicó Der Streit um die Technik (La controversia sobre la tecnología) de Friedrich Dessauer (que, por cierto, fue uno de los pocos escritos tecno-optimistas) y Urmensch und Spätkultur (El hombre prehistórico y la cultura tardía) de Arnold Gehlen, al que siguió un año después, como una revisión de un libro publicado por primera vez en 1949, su Die Seele im technischen Zeitalter (El hombre en la era de la tecnología). El influyente ensayo de Martin Heidegger Die Frage nach der Technik (La cuestión de la tecnología) (1954) y la Theorie des gegenwärtigen Zeitalters (Teoría de la era actual) de Hans Freyer (1956) se habían publicado anteriormente. También The Human Condition  (La condición humana) de Hannah Arendt de 1958 puede incluirse en cierto sentido.
Si bien la mayor parte de los autores citados se posicionaron de forma crítica con respecto a la técnica, ninguno alcanzó la redicalidad de Anders, en el cual el foco de atención se desplazó de la explotación del hombre por el hombre hacia la deshumanización a través de la tecnología.

## Estructura
El primer tomo consta de tres partes:
- Sobre la vergüenza prometeica (Über prometheische Scham) trata sobre la transformación del hombre en la era industrial a través de la confrontación con las máquinas,
- El mundo como fantasma y matriz (Die Welt als Phantom und Matrize) se centra en los nuevos medios -en aquella época- de comunicación: radio y televisión
- Sobre la bomba y las raíces de nuestra ceguera apocalíptica (Über die Bombe und die Wurzeln unserer Apokalypse-Blindheit) analiza las consecuencias de la bomba atómica

El texto es complementado con un breve análisis denominado "Sein ohne Zeit" (Ser sin tiempo) de la obra de teatro de Samuel Beckett Esperando a Godot. 
El segundo tomo consiste en una serie de ensayos escritos años 1957-1979. Dice Anders al respecto: "Este segundo volumen de La obsolescencia del hombre es, como el primero, una filosofía de la tecnología. Más precisamente: una antropología filosófica en la era de la tecnocracia. Por 'tecnocracia' no me refiero al dominio de los tecnócratas (como si se tratara de un grupo de especialistas que hoy dominan la política), sino al hecho de que el mundo en el que vivimos hoy y que está por encima de nosotros es un mundo técnico -que va hasta el punto de que ya no podemos decir que en nuestra situación histórica también hay tecnología, entre otras cosas, sino que tenemos que decir: la historia ahora tiene lugar en el estado del mundo llamado 'tecnología', o la tecnología es ahora el sujeto de historia, de la que sólo somos 'contemporáneos'".

## Temas

### Crítica de la técnica
Una de las tesis básicas de la obra es que el hombre en la sociedad industrializada ya no puede seguir el ritmo de sus propios productos y que ya no está a la altura de la perfección de los mismos. Anders habla en ese sentido del "gradiente [o brecha] de Prometeo" entre las diferentes habilidades humanas, es decir, entre su capacidad para producir algo y la capacidad de imaginar las consecuencias de esta producción. Para él, esto conduce a la tesis inversa de la de Karl Marx de cambiar el mundo, ya que uno debe tratar de comprender los cambios que uno mismo ha causado. Anders ve al hombre como "saboteador de sus propios logros" [...] porque él, como producto natural, como nacido, como cuerpo, está claramente definido, de forma tal que no es capaz de acompañar los cambios cotidianos del mundo de los aparatos. Reconciliarse con su inferioridad y atraso, aceptar la terquedad de su cuerpo frente a los aparatos, está por supuesto fuera de discusión para los contemporáneos; así que deben hacer algo, y esto es el sueño de volverse igual a sus dioses: las máquinas. Ello se expresa en el imperativo categórico: "'Actúa de tal manera que la máxima de tu acción sea la del aparato del que eres o serás parte."
Estos intentos de comprensión se plantean con una intención netamente práctica, porque para Anders era una necesidad político-existencial superar la "ceguera" de la gente ante el apocalipsis técnico que ellos mismos preparaban, para poder evitar una posible ocurrencia del mismo.
Las tesis de Anders sobre la vergüenza prometeica de las personas frente a sus productos se encuentran en la tradición de la crítica de la alienación y la cosificación, que se extiende desde Karl Marx hasta las discusiones sobre el taylorismo y el fordismo del período de entreguerras. También están motivadas por las propias experiencias de Anders con el trabajo en la línea de montaje, en el que experimentó de primera mano la "sincronización con el engranaje de la máquina". La vergüenza, entonces, es una expresión de la falta de identificación con lo que uno es, no con lo que se ha hecho. No es sólo una autorreferencia temporal, sino una fundamentalmente fallida de un individuo que se siente idéntico y no idéntico a sí mismo al mismo tiempo y resulta en un estado oscilante de irritación, desorientación y desconcierto. Anders reconoce en esta adaptación del hombre a la máquina, que describe no solo como un proceso mental sino también físico, una pérdida de ego que también es bienvenida por el hombre moderno, ya que se avergüenza de la perfección de los dispositivos de su ego. Para evitar al menos un poco esa vergüenza prometeica, los hombres hacen imágenes de sí mismos. En sus fotografías pueden al menos sobrevivir en efigie, y sólo en la imagen el hombre puede entrar también en la producción en serie: "Y si vive 'sólo' como modelo, de alguna manera 'él' también existe en sus copias". La adicción a la multiplicación adquiere hoy una dimensión históricamente única. 'De hecho, es un fenómeno clave, sin cuyo uso no sería posible ninguna teoría de nuestra época. Y como sólo una nueva expresión puede mostrar que se trata de un concepto de alcance filosófico, acuñamos el término 'iconomanía'."

### Crítica de los medios de comunicación
En el capítulo sobre “El mundo como fantasma y matriz” hay intuiciones que hoy pueden considerarse sorprendentemente clarividentes, sobre todo porque fueron formuladas cuando apenas comenzaba la era de la televisión. Esto se aplica tanto a la observación de los cambios sociales provocados por la introducción de la radio y la televisión como medios de comunicación de masas, que habrían conducido al surgimiento del "ermitaño de masas" como a la reestructuración de la vida familiar, así como por la descripción filosófica de la “ambigüedad ontológica” de los fenómenos de los medios que ha involucrado a teóricos de los medios desde Marshall McLuhan hasta Jean Baudrillard. Anders afirma en el prólogo al segundo tomo de La obsolescencia del hombre, que la técnica “se ha convertido en la actualidad en el sujeto de la historia [...]”. El capítulo sobre la radio trata principalmente de una pérdida del mundo, ya que la realidad, en primer lugar, solo llega al consumidor de radio y televisión como un "fantasma" y, en segundo lugar, el medio se escenifica desde el principio por su idoneidad para la transmisión. sirviendo como una “matriz” de la realidad, por lo que “lo real se convierte en la imagen de sus imágenes” "La categoría principal, el destino principal de nuestra existencia hoy es: imagen. Por 'imagen' me refiero a cualquier representación del mundo o partes del mundo, independientemente de si se trata de fotografías, carteles, imágenes de televisión o películas. 'imagen' es la categoría principal porque hoy las imágenes ya no ocurren como excepciones en nuestro mundo, porque estamos rodeados de imágenes, porque estamos expuestos a una lluvia constante de imágenes."

### Filosofar luego de las catástrofes
El "filosofar después de Hiroshima" es al mismo tiempo "pensar después de Auschwitz", porque para Anders las bombas atómicas lanzadas en Hiroshima y Nagasaki fueron "acontecimientos gemelos"  de los asesinatos en masa del Nacionalsocialismo, los campos de concentración y exterminio. Si los campos de exterminio llevaron al ridículo la idea de que "todos los hombres son mortales", la bomba fue un paso más allá y mostró que “la humanidad en su conjunto” podría ser eliminada. Lo que tienen en común ambos, los “empleados del campo de exterminio” y el piloto del bombardero de Hiroshima, es que ya no pueden ser tratados como perpetradores en el sentido clásico, sino solo como funcionarios en un proceso de destrucción. Con este concepto de matanza industrial, que, sin embargo, estaba más dirigido a los "perpetradores de escritorio" como Eichmann y no tiene en cuenta a los ejecutores cercanos de los "campos de exterminio" de la Segunda Guerra Mundial, Anders se acerca a la interpretación de los campos de exterminio como “fábricas de muerte”, que también se puede encontrar, por ejemplo, en Hannah Arendt. De hecho, ya apunta a la “banalidad del mal” de Arendt con expresiones como la “espantosa inocuidad de lo espantoso”, pero sin provocar las reacciones de indignación que habría de ocasionar la obra de Arendt.
El discurso sobre el apocalipsis inminente o la ceguera apocalíptica de las personas refiere a la "situación nuclear" después de los bombardeos atómicos de Hiroshima y Nagasaki en 1945 y la amenaza global planteada por la carrera armamentista y el mayor desarrollo de la bomba de hidrógeno en la década de 1950. Para Anders, la posibilidad creada por el hombre de eliminarse a sí mismo como especie representaba una situación antropológica e histórica enteramente nueva. En rigor, para Anders no era una situación histórica sino poshistórica, porque si la historia estuviera configurada por la secuencia de épocas, la humanidad con la bomba atómica entró en un "tiempo del fin" que, como una "fecha límite", como un estado de no haber estallado todavía, ya no conoció más cambios de época, sino sólo la alternativa de la fatalidad o (temporalmente) seguir existiendo. Anders se alineó así con el pensamiento de la poshistoria que estaba muy extendido durante la década de 1950, que en su caso, sin embargo, no se basaba principalmente en la observación de “cristalizaciones” culturales (Arnold Gehlen), sino estaba motivado más bien en el análisis filosófico de la "existencia bajo el signo de la bomba".
Tras la publicación del libro, el compromiso intelectual y político de Anders no se centró en la investigación de los crímenes nacionalsocialistas, sino en el movimiento antinuclear. Junto con Robert Jungk, cuyo libro Heller als tausend Sonnen (Más brillante que mil soles) también se publicó en 1956 y que, al igual que Anders, vivía en Viena, fue uno de los principales activistas del movimiento "Kampf dem Atomtod" (Lucha contra la muerte nuclear). En 1958 viajó a Hiroshima y Nagasaki y entabló una correspondencia publicada posteriormente con Claude Eatherly, el piloto del avión de reconocimiento climático Straight Flush que apoyó el lanzamiento de la bomba atómica en Hiroshima, a quien estilizó como la contrafigura purificada de Adolf Eichmann.

## Recepción
Daniel Morat acota que como crítica mediática, La antigüedad del hombre se nos presenta hoy como ambivalente. Por un lado, el libro es un documento de la crítica culturalmente pesimista de la sociedad de masas mecanizada, tal como se practicaba desde diferentes direcciones en la década de 1950, por ejemplo por Max Horkheimer y Theodor Adorno, pero también por teóricos como Hans Freyer y Arnold Gehlen. Anders siguió siendo en esta dimensión un estudioso de Martin Heidegger, incluso si a menudo lo criticaba política y filosóficamente. Por otro lado, la crítica a la tecnología y los medios apunta a un hecho que la investigación histórica contemporánea debería seguir tomando en serio: la realidad de la vida. en el siglo XX (así como la de principios del siglo XXI) estuvo tan fuertemente influenciada por las facilidades técnicas y mediáticas que su consideración es fundamental para una comprensión histórica de este siglo. Los temas de crítica cultural presentados por Anders y sus contemporáneos son todavía problemas de la historia contemporánea al día, aunque las respuestas dadas hace 50 años parecen anticuadas en muchos aspectos.
Lou Brouwers opina en Deutschlandfunk que "Günther Anders dedicó su pensamiento a la amenaza nuclear y escribió incansablemente contra nuestra "ceguera apocalíptica": su filosofía tecnológica gira en torno a nuestra autoabolición tecnológica, y hoy no ha perdido nada de su relevancia."
Ingomar Balthasar Skof considera que "Observar la época actual sugiere que ya estamos indisolublemente ligados a los aparatos. Pero, ¿este vínculo co-sustancial nos enriquece o nos quita nuestra individualidad y nuestra humanidad? Estas son preguntas de hoy. Con esta afirmación, Günther Anders hace una profecía que se ha hecho realidad. Los contemporáneos de entonces y ahora probablemente preferirían estar conectados a los dispositivos y ser parte de sus creaciones."